# Helmut Brenner
Helmut Brenner (* 1 de enero de 1957 en Mürzzuschlag, Austria) es un etnomusicólogo austriaco.

## Biografía
Brenner realizó sus estudios superiores en la Escuela Superior de Música y Arte Dramático de Graz, licenciándose en 1981 y terminando su maestría en Música en 1984 respectivamente, posteriormente realizó una maestría en Historia en 1993 y el doctorado en musicología en 1995 en la Universidad de Viena. Desde 1987 ha sido profesor e investigador en el Instituto de Etnomusicología de la Universidad de Música y Arte Dramático de Graz (Austria). Además, en el curso 1998-1999 y 2010 fue profesor invitado en la Universidad de Innsbruck (Austria) y en los cursos 1997 1998 y 1998-1999 fue profesor invitado en la Universidad Nacional Autónoma de México (UNAM). Entre 2002 y 2008 estaba dando cursos en la Universidad de Saarbrücken (Alemania) y desde 2009 en la Universidad de Ciencias y Artes de Chiapas (UNICACH) en Tuxtla Gutiérrez (México). En 2000 fue nombrado consultor de la UNESCO para la preparación de un proyecto multilateral sobre la Marimba, en el que participarán diez países de América Latina (México, Guatemala, Belice, Honduras, El Salvador, Nicaragua, Costa Rica, Colombia, Ecuador y Brasil). 
Brenner es uno de los pocos etnomusicólogos del mundo de habla Alemán que dedica su trabajo en primer lugar a la música tradicional y popular de Latinoamérica.

## Libros
- Stimmt an das Lied... Das große österreichische Arbeitersänger-Buch, Graz: Leykam, 1986.
- (Ed.): Beiträge zur Erforschung und Pflege der Volksmusik in Baden-Württemberg : Referate des Volksmusik-Symposiums in Ochsenhausen vom 23. - 27. Mai 1990; Der Musikant, Sonderband, Landesmusikrat Baden-Württemberg, Karlsruhe 1990. Permalink Deutsche Nationalbibliothek
- Musik als Waffe? Theorie und Praxis der politischen Musikverwendung, dargestellt am Beispiel der Steiermark 1938 – 45, Graz: Herbert Weishaupt Verlag, 1992.
- (junto con Wolfgang Nagele y Andrea Pühringer): Im Schatten des Phönix. Höhen und Tiefen eines dominierenden Industriebetriebes und deren Auswirkungen auf die Region, Gnas: Herbert Weishaupt Verlag, 1993.
- Música ranchera. Das mexikanische Äquivalent zur Country and Western Music aus historischer, musikalischer und kommerzieller Sicht (=Musikethnologische Sammelbände 14), Tutzing: Hans Scheider, 1996.
- Gehundsteh Herzsoweh. Erzherzog-Johann-Liedtraditionen vor, in, neben und nach „Wo i geh und steh“, Mürzzuschlag: Kulturkreis Ars Styriae Erzherzog Johann, 1996.
- Juventino Rosas: His Life, His Work, His Time  (=Detroit Monographs in Musicology/Studies in Music 32), Warren, Michigan, USA: Harmonie Park Press, 2000.
- (Ed.),

Damit sie nicht verloren gehen. Singtraditionen in der Veitsch, Veitsch-Graz-Saarbrücken: Lichtenstern, 2007; Segunda edición Veitsch-Graz-Saarbrücken: Lichtenstern, 2009.
- Marimbas in Lateinamerika. Historische Fakten und Status quo der Marimbatraditionen in Mexiko, Guatemala, Belize, Honduras, El Salvador, Nicaragua, Costa Rica, Kolumbien, Ecuador und Brasilien (=Studien und Materialien zur Musikwissenschaft 43), Hildesheim–Zürich–New York: Georg Olms Verlag, 2007.
- (junto con Daniel Fuchsberger, Ed.): Damit sie nicht verloren gehen. Singtraditionen in Eisenerz, Hieflau, Radmer und Vordernberg, Eisenerz: Cool-Dur, 2012.
- (junto con José Israel Moreno Vázquez y Juan Alberto Bermúdez Molina): Voces de la Sierra. Marimbas sencillas en Chiapas (=Sonidos de la tierra. Estudios de etnomusicología 1), Graz-Tuxtla Gutiérrez:KUG-UNICACH, 2014. [ISBN 978-607-8240-59-3]
- (junto conJuan Alberto Bermúdez Molina, Lisa-Christina Fellner y Kurt Schatz): LiedSammlerVolk. Volksliedsammler und -sammlerinnen in der Steiermark, Steirisches Volksliedwerk, Graz 2016, ISBN 978-3-902516-33-6.